# Heckfield
Heckfield er en landsby i Hampshire i England, beliggende mellem Reading og Hook. I Heckfield ligger Highfield Park, hvor Neville Chamberlain døde i 1940, og i nærheden ligger Stratfield Saye House, hvor hertugerne af Wellington har resideret siden 1817.
51°20′32″N 0°58′27″V / 51.3423°N 0.9741°V
1. ↑  Parish Profiles, Office for National Statistics, hentet 5. august 2024 (fra Wikidata).